# アルタード・ステーツ/未知への挑戦
『アルタード・ステーツ/未知への挑戦』（アルタード・ステーツ みちへのちょうせん、英: Altered states）は、1980年のアメリカ合衆国のSF映画。ジョン・C・リリー博士による感覚遮断実験での変性意識状態をモデルとした映画。

## ストーリー
人間の身体には、魚類から両生類や爬虫類や鳥類などを経た哺乳類への進化のプロセス、あるいはそれ以前からの進化のプロセスが詰まっているといわれる。天才科学者エドワードは、それを遡って生命の根源を探究したいと考え、アイソレーション・タンクを用いた幻覚の研究を開始する。しかし、女性人類学者のエミリーとの出会いと結婚を機に、研究は中断する。
夫婦ともにハーヴァード大学での職を得て、娘も生まれ、順風満帆に思われた生活だったが、エドワードは生命の根源の研究をあきらめることができず、エミリー達に別居を提案する。彼はメキシコの秘境で入手した幻覚剤とアイソレーション・タンクによって、自らを実験台に研究を進めていくが、やがて彼の肉体に予期せぬ変化が現れはじめる。

## スタッフ
- 監督：ケン・ラッセル
- 原作：パディ・チャイエフスキー
- 特殊効果：ディック・スミス
- 音楽：ジョン・コリリアーノ

当初はアーサー・ペンが監督に予定されていた。また原作者で脚本家のチャイエフスキー（オスカー像獲得の常連である）は、ラッセル監督のケレン味たっぷりの演出に嫌気がさして、脚本のクレジットから名前を削ることを要請し、原作者のみの扱いになり、脚本のクレジットは、彼のミドルネームから構成された変名になった。

## キャスト
| 役名                   | 俳優               | 日本語吹替                                   |
| 役名                   | 俳優               | テレビ朝日版                                 |
| ---------------------- | ------------------ | -------------------------------------------- |
| エドワード・ジェサッブ | ウィリアム・ハート | 野沢那智                                     |
| マーガレット・ジェスプ | ドリュー・バリモア | 原えりこ                                     |
| エミリー               | ブレア・ブラウン   | 田島令子                                     |
| アーサー               | ボブ・バラバン     | 樋浦勉                                       |
| メイソン               | チャールズ・ヘイド | 坂口芳貞                                     |
| その他                 |                    | 野島昭生 吉田理保子 村松康雄 古田信幸 藤本譲 |

テレビ朝日版：初回放送1986年1月26日『日曜洋画劇場』

## 論争
公開当時、『ロッキング・オン』誌と『宝島』誌の間で、この映画の解釈と評価をめぐる論争が起こった。前者の編集者の渋谷陽一は自らのコラムで「西洋の行き詰まりに未開社会の文化を導入するという定型にはまっている」と書いた。